# Elorrio
Elorrio är en kommun i Spanien. Den ligger i Biscayaprovinsen i den autonoma regionen Baskien i norra delen av landet, 300 km norr om huvudstaden Madrid. Antalet invånare är 7 266 (2024).